# Parque Bicentenario de la Infancia
El Parque Bicentenario de la Infancia es un parque público de 3,8 hectáreas situado en la comuna de Recoleta en la ciudad de Santiago, Chile, en los faldeos del Cerro San Cristóbal y limitada por la avenida Perú.

## Historia y características
Diseñado por el arquitecto chileno Alejandro Aravena y la oficina ELEMENTAL, abrió sus puertas en abril de 2012.
Al tratarse de un parque creado para la primera infancia, cuenta por 1.800 metros cuadrados de juegos infantiles, tales como casas en el árbol, columpios para niños menores de tres años, un bosque de esferas de agua, juegos musicales, una cascada con 40 toboganes rodeados por un bosque de almendros y un funicular de 98 metros de longitud.
Asimismo, el parque cuenta con diferentes especies de flora silvestre que son preservadas en el parque, las que se encuentran con su respectivo nombre tradicional y científico, familia y lugar de origen.
El límite superior del parque es el lecho seco de un antiguo canal de regadío que recorre toda la base del Cerro San Cristóbal, mientras el cierre perimetral del parque por avenida Perú está diseñado como un juego infantil en tres dimensiones de 310 metros lineales.

## Galería

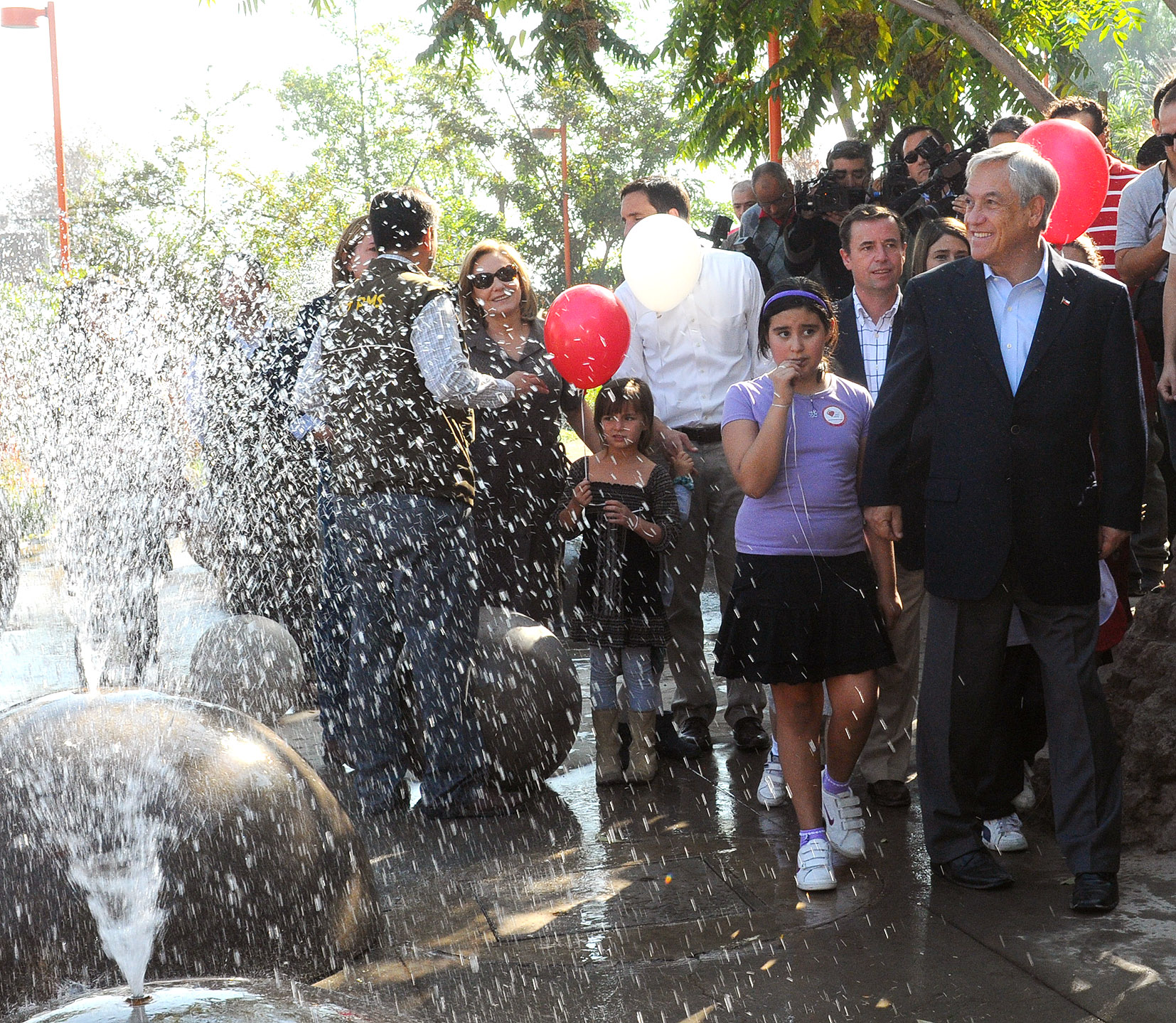
Inauguración del Parque Bicentenario de la Infancia en 2012
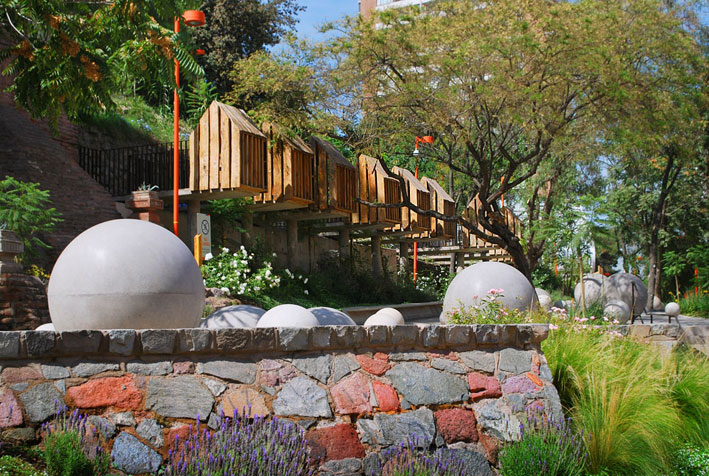
Equipamiento infantil del parque
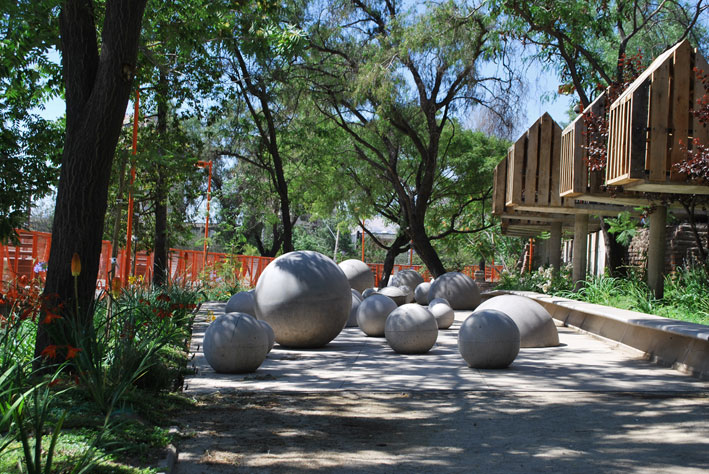
Bosque de esferas de agua
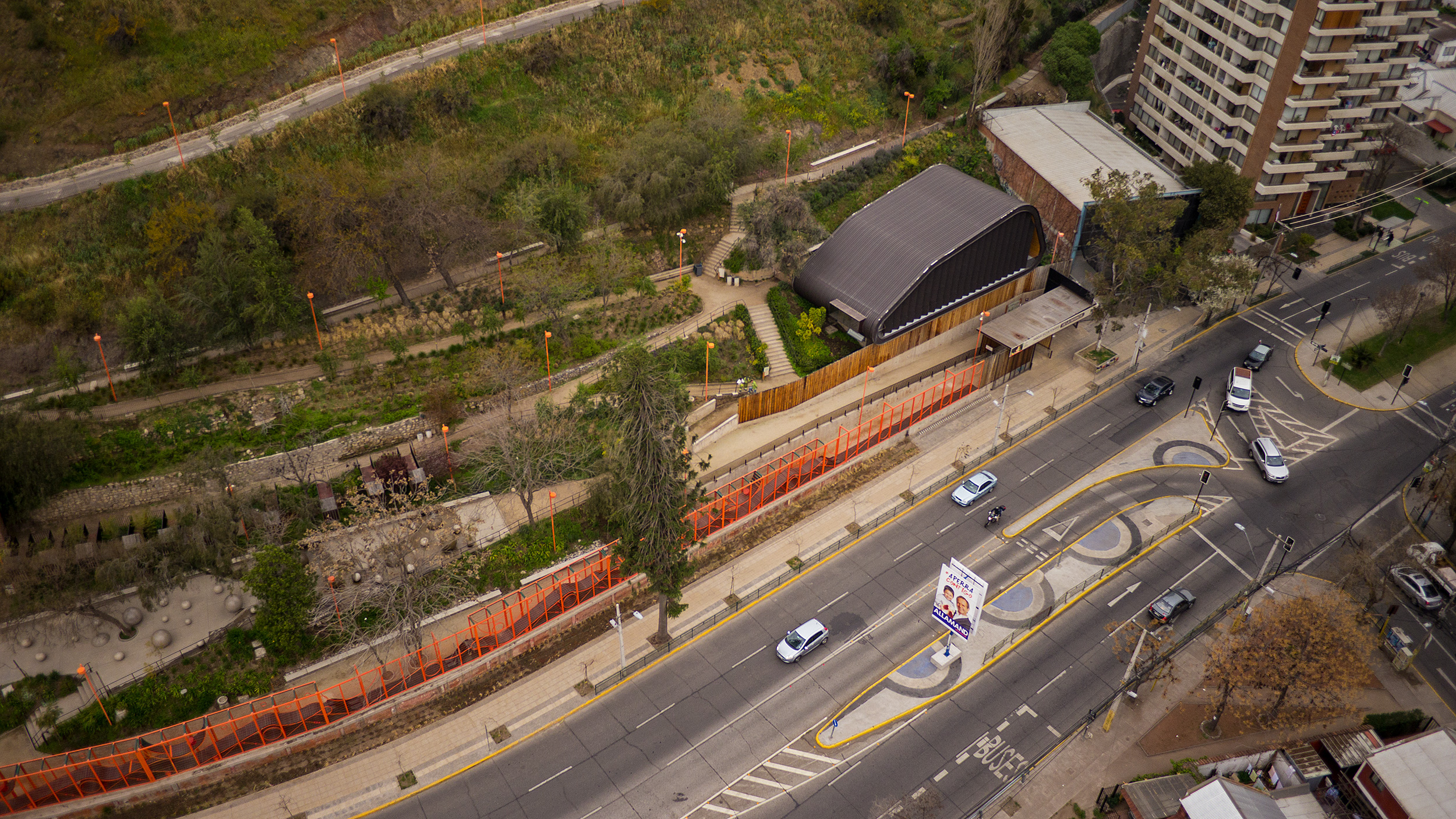
Acceso al parque